# Lijst van voetbalinterlands Egypte - Oeganda
Deze lijst van voetbalinterlands is een overzicht van alle officiële voetbalwedstrijden tussen de nationale teams van Egypte en Oeganda. De landen speelden tot op heden negentien keer tegen elkaar. De eerste ontmoeting was een wedstrijd op 18 januari 1962 tijdens de Afrika Cup in Addis Abeba (Ethiopië). Het laatste duel, een groepswedstrijd tijdens de Afrika Cup 2019, werd gespeeld in Caïro op 30 juni 2019.

## Wedstrijden
| №  | Plaats      | Datum            | Competitie                   | Wedstrijd                               | Uitslag |
| -- | ----------- | ---------------- | ---------------------------- | --------------------------------------- | ------- |
| 1  | Addis Abeba | 18 januari 1962  | Afrika Cup 1962              | Verenigde Arabische Republiek − Oeganda | 2 − 1   |
| 2  | Kampala     | 4 april 1965     | Vriendschappelijk            | Oeganda − Verenigde Arabische Republiek | 5 − 1   |
| 3  | Kampala     | 1 november 1967  | Afrika Cup 1968 kwalificatie | Oeganda − Verenigde Arabische Republiek | 0 − 1   |
| 4  | Caïro       | 27 november 1972 | Vriendschappelijk            | Egypte − Oeganda                        | 2 − 2   |
| 5  | Caïro       | 1 maart 1974     | Afrika Cup 1974              | Egypte − Oeganda                        | 2 − 1   |
| 6  | Addis Abeba | 3 maart 1976     | Afrika Cup 1976              | Egypte − Oeganda                        | 2 − 1   |
| 7  | Kampala     | 21 januari 1995  | Afrika Cup 1996 kwalificatie | Oeganda − Egypte                        | 0 − 0   |
| 8  | Alexandrië  | 30 juli 1995     | Afrika Cup 1996 kwalificatie | Egypte − Oeganda                        | 6 − 0   |
| 9  | Alexandrië  | 20 augustus 2002 | Vriendschappelijk            | Egypte − Oeganda                        | 2 − 0   |
| 10 | Caïro       | 8 januari 2005   | Vriendschappelijk            | Egypte − Oeganda                        | 3 − 0   |
| 11 | Caïro       | 27 december 2005 | Vriendschappelijk            | Egypte − Oeganda                        | 2 − 0   |
| 12 | Caïro       | 8 januari 2011   | Vriendschappelijk            | Egypte − Oeganda                        | 1 − 0   |
| 13 | Ismaïlia    | 17 januari 2011  | Vriendschappelijk            | Egypte − Oeganda                        | 3 − 1   |
| 14 | Omdurman    | 29 maart 2012    | Vriendschappelijk            | Egypte − Oeganda                        | 2 − 1   |
| 15 | El Gouna    | 14 augustus 2013 | Vriendschappelijk            | Egypte − Oeganda                        | 3 − 0   |
| 16 | Port-Gentil | 21 januari 2017  | Afrika Cup 2017              | Egypte − Oeganda                        | 1 − 0   |
| 17 | Kampala     | 31 augustus 2017 | WK 2018 kwalificatie         | Oeganda − Egypte                        | 1 − 0   |
| 18 | Alexandrië  | 5 september 2017 | WK 2018 kwalificatie         | Egypte − Oeganda                        | 1 − 0   |
| 19 | Caïro       | 30 juni 2019     | Afrika Cup 2019              | Oeganda − Egypte                        | 0 − 2   |

## Samenvatting
| Competitie              | Totaal gespeeld | Winst Egypte | Gelijk | Winst Oeganda | Doelsaldo Egypte – Oeganda |
| ----------------------- | --------------- | ------------ | ------ | ------------- | -------------------------- |
| WK-kwalificatie         | 2               | 1            | 0      | 1             | 1 − 1                      |
| Afrika Cup              | 5               | 5            | 0      | 0             | 9 − 3                      |
| Afrika Cup-kwalificatie | 3               | 2            | 1      | 0             | 7 − 0                      |
| Vriendschappelijk       | 9               | 7            | 1      | 1             | 19 − 9                     |
| Totaal                  | 19              | 15           | 2      | 2             | 36 − 13                    |

Wedstrijden bepaald door strafschoppen worden, in lijn met de FIFA, als een gelijkspel gerekend.
EFA · A-internationals · Selecties · Bondscoaches · Egyptisch vrouwenelftal · Olympisch elftal · Egypte U21 · Egypte U20 · Egypte U19 · Egypte U18 · Egypte U17
1920 – 1929 · 
1930 – 1939 · 
1940 – 1949 · 
1950 – 1959 · 
1960 – 1969 · 
1970 – 1979 · 
1980 – 1989 · 
1990 – 1999 · 
2000 – 2009 · 
2010 – 2019 ·
2020 − 2029
WK 1934 · 
WK 1990 · 
WK 2018
OS 1924 · 
OS 1928 · 
OS 1936 · 
OS 1948 · 
OS 1952 · 
OS 1960 · 
OS 1964 · 
OS 1968 · 
OS 1992 · 
OS 2012 · 
OS 2020
1920 · 
1921–1923 · 
1924 · 
1925–1927 · 
1928 · 
1929–1931 · 
1932 · 
1933 · 
1934 · 
1935 · 
1936 · 
1937–1947 · 
1948 · 
1949 · 
1950 · 
1952 · 
1952 · 
1953 · 
1954 · 
1955 · 
1956 · 
1957 · 
1958 · 
1959 · 
1960 · 
1961 · 
1962 · 
1963 · 
1964 · 
1965 · 
1966 · 
1967 · 
1968 · 
1969 · 
1970 · 
1971 · 
1972 · 
1973 · 
1974 · 
1975 · 
1976 · 
1977 · 
1978 · 
1979 · 
1980 · 
1981 · 
1982 · 
1983 · 
1984 · 
1985 · 
1986 · 
1987 · 
1988 · 
1989 · 
1990 · 
1991 · 
1992 · 
1993 · 
1994 · 
1995 · 
1996 · 
1997 · 
1998 · 
1999 · 
2000 · 
2001 · 
2002 · 
2003 · 
2004 · 
2005 · 
2006 · 
2007 · 
2008 · 
2009 · 
2010 · 
2011 · 
2012 ·
2013 ·
2014 ·
2015 ·
2016 ·
2017 ·
2018 ·
2019 ·
2020 ·
2021 ·
2022 ·
2023 ·
2024
Algerije ·
Angola ·
Argentinië ·
Australië ·
Bahrein ·
België ·
Benin ·
Bolivia ·
Bosnië en Herzegovina ·
Botswana ·
Brazilië ·
Bulgarije ·
Burkina Faso ·
Burundi ·
Canada ·
Centraal-Afrikaanse Republiek ·
Chili ·
China ·
Colombia ·
Comoren ·
Congo-Brazzaville ·
Congo-Kinshasa ·
DDR ·
Denemarken ·
Djibouti ·
Duitsland ·
Engeland ·
Equatoriaal-Guinea ·
Estland ·
Ethiopië ·
Finland ·
Frankrijk ·
Gabon ·
Georgië ·
Ghana ·
Griekenland ·
Guinee ·
Guinee-Bissau ·
Hongarije ·
Ierland ·
Indonesië ·
Irak ·
Iran ·
Italië ·
Ivoorkust ·
Jamaica ·
Japan ·
Jemen ·
Joegoslavië ·
Jordanië ·
Kaapverdië ·
Kameroen ·
Kenia ·
Koeweit ·
Kroatië ·
Libanon ·
Liberia ·
Libië ·
Litouwen ·
Luxemburg ·
Madagaskar ·
Malawi ·
Mali ·
Malta ·
Marokko ·
Mauritanië ·
Mauritius ·
Mexico ·
Mozambique ·
Namibië ·
Nederland ·
Nieuw-Zeeland ·
Niger ·
Nigeria ·
Noord-Korea ·
Noord-Macedonië ·
Noorwegen ·
Oeganda ·
Oman ·
Oostenrijk ·
Palestina ·
Polen ·
Portugal ·
Qatar ·
Roemenië ·
Rusland ·
Rwanda ·
Saoedi-Arabië ·
Schotland ·
Senegal ·
Sierra Leone ·
Slowakije ·
Soedan ·
Somalië ·
Spanje ·
Swaziland ·
Syrië ·
Tanzania ·
Thailand ·
Togo ·
Trinidad en Tobago ·
Tsjaad ·
Tsjecho-Slowakije ·
Tunesië ·
Turkije ·
Uruguay ·
Verenigde Arabische Emiraten ·
Verenigde Staten ·
Wit-Rusland ·
Zambia ·
Zimbabwe ·
Zuid-Afrika ·
Zuid-Jemen ·
Zuid-Korea ·
Zuid-Soedan ·
Zweden ·
Zwitserland
Kameroen (2017) ·
Rusland (2018) ·
Saoedi-Arabië (2018) ·
Uruguay (2018)
FUFA · 
A-internationals · 
Oegandees vrouwenelftal
Algerije ·
Angola ·
Bahrein ·
Benin ·
Botswana ·
Burkina Faso ·
Burundi ·
Centraal-Afrikaanse Republiek ·
Comoren ·
Congo-Brazzaville ·
Congo-Kinshasa ·
Djibouti ·
Ecuador ·
Egypte ·
Eritrea ·
Ethiopië ·
Gabon ·
Gambia ·
Ghana ·
Guinee ·
Guinee-Bissau ·
IJsland ·
Irak ·
Iran ·
Ivoorkust ·
Jemen ·
Kaapverdië ·
Kameroen ·
Kenia ·
Koeweit ·
Lesotho ·
Libanon ·
Liberia ·
Libië ·
Madagaskar ·
Malawi ·
Mali ·
Marokko ·
Mauritanië ·
Mauritius ·
Moldavië ·
Mozambique ·
Namibië ·
Niger ·
Nigeria ·
Oezbekistan ·
Rwanda ·
Saoedi-Arabië ·
Sao Tomé en Principe ·
Senegal ·
Seychellen ·
Slowakije · 
Soedan ·
Somalië ·
Tadzjikistan ·
Tanzania ·
Togo ·
Tsjaad ·
Tunesië ·
Turkmenistan ·
Zambia ·
Zimbabwe ·
Zuid-Afrika ·
Zuid-Soedan